# 多帶奇鰕虎
多帶奇鰕虎（学名：Xenisthmus polyzonatus），又名多紋峽塘鱧，为條鰭魚綱鱸形目扁頭鰕虎科峽塘鱧屬下的一个种。该物种主要分布于印度洋和太平洋海域，北至琉球群岛，南至萨摩亚。